# Podporožje
Podporožje (rusky Подпорожье) je město v Leningradské oblasti v Ruské federaci. Při sčítání lidu v roce 2010 mělo bezmála devatenáct tisíc obyvatel.

## Poloha
Podporožje leží na levém, jižním břehu Sviru, spojujícího Oněžské a Ladožské jezero. Je vzdáleno přibližně 285 kilometrů severovýchodně od Petrohradu. Blízká města jsou Lodějnoje Pole, přibližně 39 kilometrů jihozápadně a Oloněc, přibližně 65 kilometrů západně.

## Dějiny
První zmínka o vesnici je z roku 1563.
V roce 1936 v souvislosti se stavbou vodní elektrárny na Sviru se obec, která předtím měla zhruba půldruhého tisíce obyvatel, začíná zásadně rozrůstat.
Od 28. června 1956 je Podporožje městem.